# (8225) Emerson
(8225) Emerson est un astéroïde de la ceinture principale.

## Description
(8225) Emerson est un astéroïde de la ceinture principale. Il fut découvert le 16 août 1996 à Portimao par Chris Durman et Bev Ewen-Smith. Il présente une orbite caractérisée par un demi-grand axe de 2,98 UA, une excentricité de 0,24 et une inclinaison de 1,6° par rapport à l'écliptique.

## Compléments